# Asiatiska spelen 2006
Asiatiska spelen 2006, även kända som den XV Asiaden, hölls i Doha i Qatar mellan den 1 och 15 december 2006, det var de femtonde asiatiska spelen. Det var första gången samtliga 45 medlemsländer i Asiens olympiska råd deltog i spelen. Totalt deltog 9520 aktiva, 6474 män och 3046 kvinnor i 424 tävlingar i 39 olika sporter.
Doha var den första staden på den arabiska halvön och den andra staden i västra Asien (efter Teheran 1974) som var värd för de asiatiska spelen.
Tävlingarna sändes på Eurosport, det var första gången den europeiska tv-publiken kunde se Asiatiska spelen.
Totalt delades 1393 medaljer ut (429 guld, 422 silver och 542 brons). Av de 45 deltagande länder tog 38 minst en medalj. Det land som tog flest guldmedaljer var Kina (166 stycken), följt av Sydkorea (58 stycken) och Japan (50 stycken).

## Förberedelser

### Omröstning
Doha tilldelades spelen vid ett möte för Asiens olympiska råd i Busan i november 2002. Staden konkurrerade med Kuala Lumpur, Hongkong och New Delhi. I den första röstningsomgången eliminerades New Delhi efter att endast fått två röster. I den andra omgången fick Doha 22 röster, Kuala Lumpur fick 13 röster och Hongkong sex röster av 41 möjliga, därmed blev Doha valt till arrangörsstad för asiatiska spelen 2006.

### Maskot

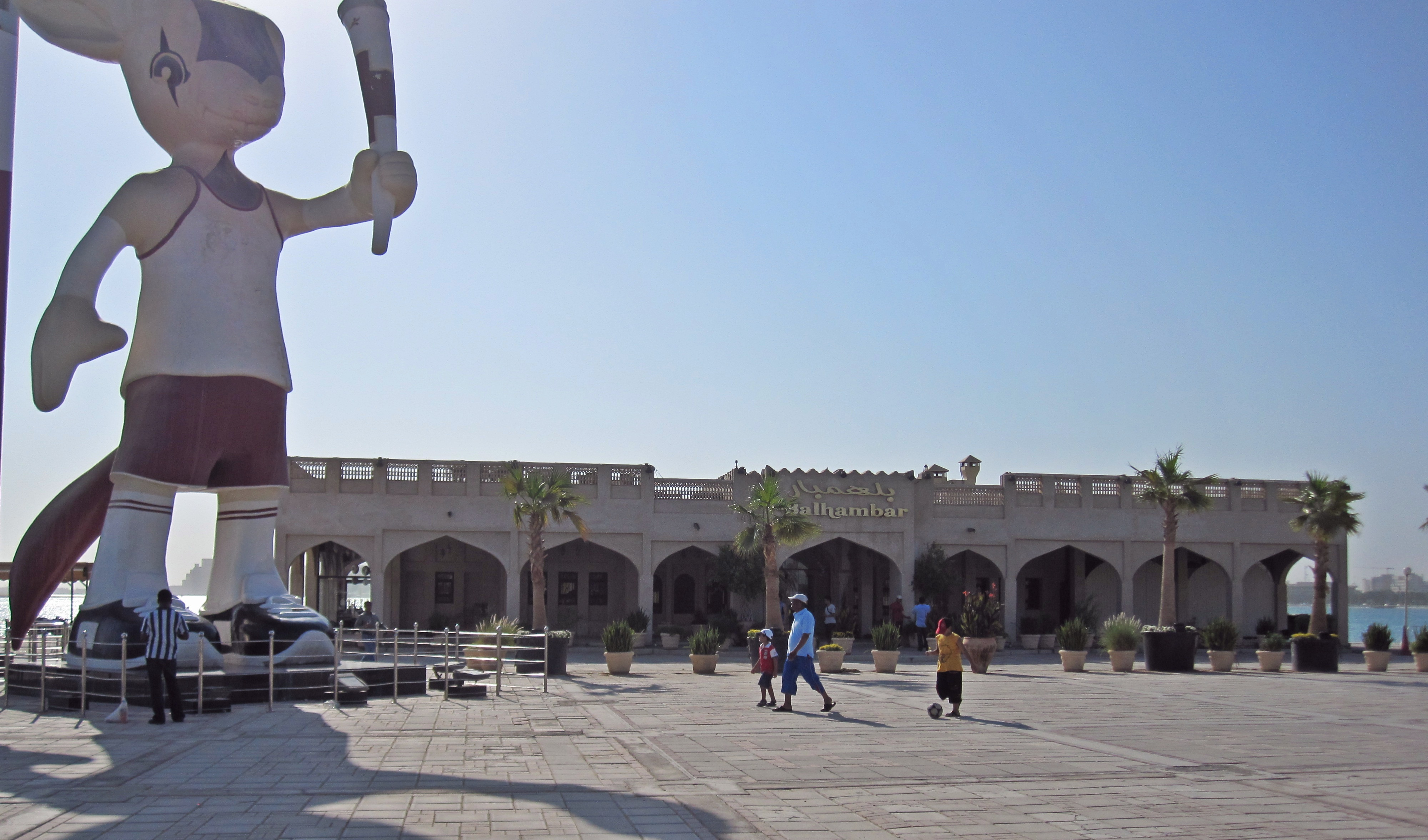
Staty föreställande maskoten Orry på Dohas strandpromenad.

Som maskot för spelen valdes en arabisk oryx, en antilopart som varit utdöd i det vilda mellan 1972 och 1982 och sedan återintroducerats. Maskoten fick smeknamnet "Orry".

## Öppningsceremonin
Inför ett fullsatt Khalifa International Stadium förklarade emiren av Qatar, Hamad Bin Khalifa Al-Thani den arabiska regionens första asiatiska spel öppnade. Bland gästerna fanns Internationella olympiska kommitténs ordförande Jacques Rogge, Irans president Mahmoud Ahmadinejad, Palestinas premiärminister Ismail Haniyeh och Syriens president Bashar al-Assad.
Idrottare och funktionärer tågade in på stadion eskorterade av kvinnor i traditionella fotsida kläder och huvudbonader. Afghanistan kom in först följt av övriga länder och regioner i engelsk alfabetisk ordning. Nordkorea och Sydkorea gick tillsammans in på stadion under en blå och vit enande flagga med den koreanska halvön som motiv. Detta var åttonde gången som de två nationerna har paraderat in tillsammans vid öppningen av en internationell idrottstävling. Paraden avslutades av Qatars delegation som fick en stående ovation från publiken.
Ceremonin inleddes med hundratals män i vita kläder som bildade frasen "Frid vare med er" med gnistrande fyrverkerier i händerna. Sedan spelades en berättelse upp om en man från det forntida Qatar som sökte efter skatter och upptäckte andra delar av Asien med hjälp av en astrolabium. Han återvände med rikedomar och som arv efterlämnade han inte bara astrolabiet utan också sin respekt för kunskap och den egna kulturen. Uppträdde gjorde också Jacky Cheung, Sunidhi Chauhan, Magida El Roumi och José Carreras.

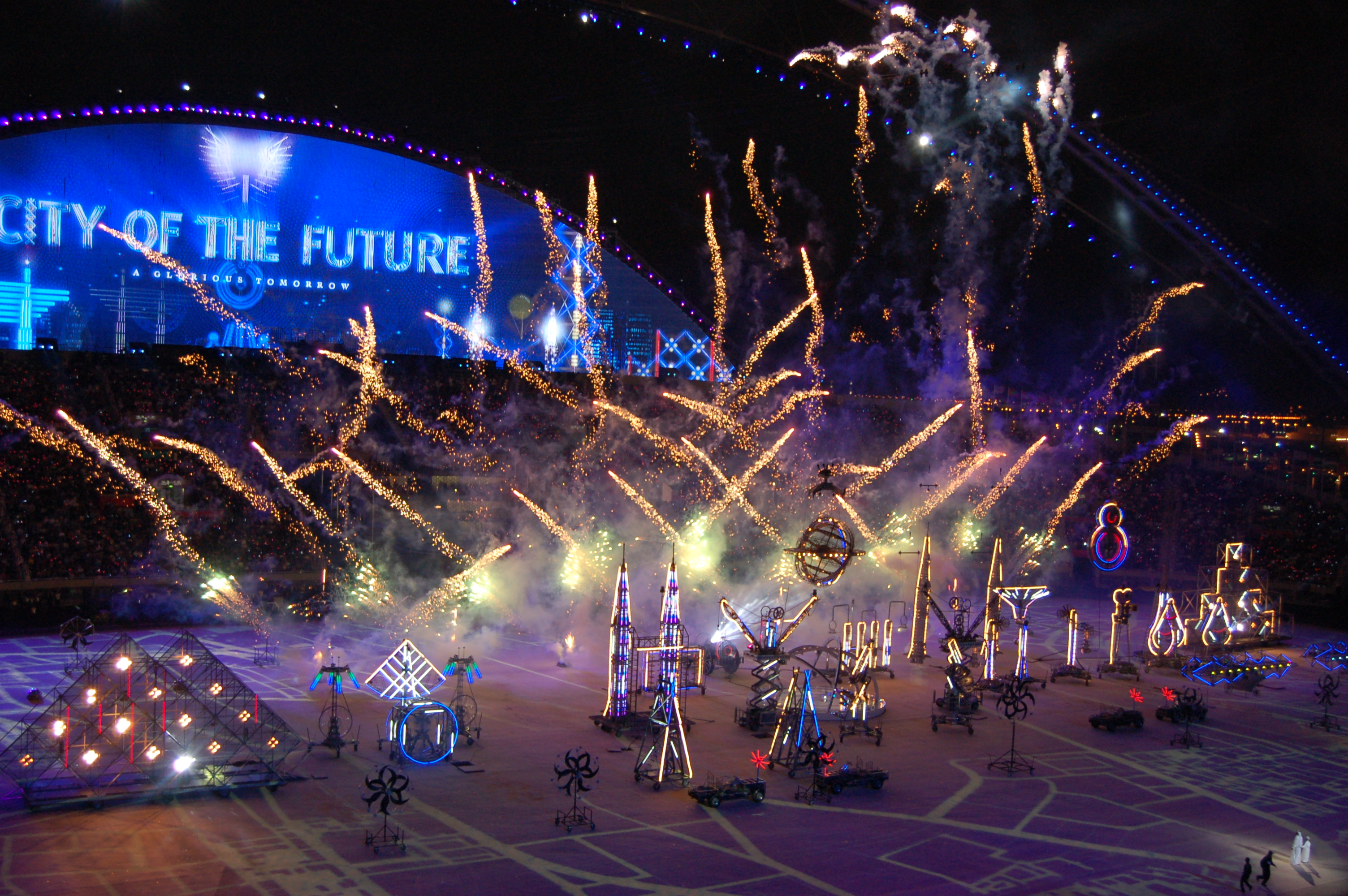
Fyrverkerier under öppningsceremonin.

Fackelstafetten avslutades genom att Mohammed bin Hamad bin Khalifa Al Thani, son till emiren kom in på arenan på hästryggen och red upp för trapporna till arenans topp för att tända en gigantisk gyroskopliknande fackla medan fyrverkerier avfyrades i bakgrunden.

## Arenor
Qatar spenderade cirka 2,8 miljarder amerikanska dollar på att bygga och rusta upp arenor inför spelen. Totalt förbereddes 21 arenor i Doha och dess omgivning. Navet för spelen var arenaområdet Doha Sports City inom vilket spelens huvudarena Khalifa International Stadium ligger. Där ligger även ASPIRE-komplexet som består av sju inomhushallar, det innehåller också en fotbollsarena med 6 000 sittplatser och Hamad Aquatic Centre med pooler för simning och simhopp.
Maratonloppet, landsvägscyklingen och gångtävlingarna hölls på Dohas strandpromenad. Cyklingens linjelopp hölls i Al Khor, cirka 50 kilometer norr om Doha. Skyttetävlingarna och bågskyttet hölls på Lusail Shooting Complex som specialbyggts för spelen i öknen 18 kilometer norr om Doha.
Fotbollsturneringen hölls förutom på arenorna i Doha Sports City även på Al-Arabi Sports Club, Al-Sadd Sports Club, Al-Gharafa Stadium och Al Rayyan Stadium.

## Sporter
Totalt anordnades 424 tävlingar i 39 olika sporter.
| Badminton Baseboll Basket Biljard Bodybuilding Bordtennis Bowling Boxning Brottning Bågskytte Cykelsport Bana Landsväg | Fotboll Friidrott Fäktning Golf Gymnastik Artistisk Rytmisk Trampolin Handboll Judo Kabaddi Karate Kanotsport | Landhockey Ridsport Rodd Rugby Schack Segling Sepaktakraw Simsport Konstsim Simhopp Simning Vattenpolo Skytte | Softboll Squash Taekwondo Tennis Soft tennis Tennis Triathlon Tyngdlyftning Volleyboll Beachvolleyboll Volleyboll Wushu |

## Medaljfördelning
Kina dominerade tävlingarna och tog 166 guldmedaljer, nästan tre gånger så många som närmsta konkurrenten Sydkorea. Värdnationen Qatar presterade bättre än i de tidigare asiatiska spel de deltagit i och vann bland annat finalen i herrfotbollen vilket var den sista medaljen som delades ut under spelen.
Under spelen tillämpades en ovanlig regel som hindrade en nation från att ta guld-, silver- och bronsmedaljerna i en och samma gren. I sådana fall tilldelades den fjärdeplacerade tävlanden bronsmedaljen.
  *   Värdnation
| Pl.    | Nation                | Guld | Silver | Brons | Totalt |
| ------ | --------------------- | ---- | ------ | ----- | ------ |
| 1      | Kina                  | 166  | 87     | 63    | 316    |
| 2      | Sydkorea              | 58   | 53     | 82    | 193    |
| 3      | Japan                 | 50   | 71     | 77    | 198    |
| 4      | Kazakstan             | 23   | 20     | 42    | 85     |
| 5      | Thailand              | 13   | 15     | 26    | 54     |
| 6      | Iran                  | 11   | 15     | 22    | 48     |
| 7      | Uzbekistan            | 11   | 14     | 15    | 40     |
| 8      | Indien                | 10   | 17     | 26    | 53     |
| 9      | Qatar*                | 9    | 12     | 11    | 32     |
| 10     | Taiwan                | 9    | 10     | 27    | 46     |
| 11     | Malaysia              | 8    | 17     | 17    | 42     |
| 12     | Singapore             | 8    | 7      | 12    | 27     |
| 13     | Saudiarabien          | 8    | 0      | 6     | 14     |
| 14     | Bahrain               | 7    | 10     | 4     | 21     |
| 15     | Hongkong              | 6    | 12     | 10    | 29     |
| 16     | Nordkorea             | 6    | 9      | 16    | 31     |
| 17     | Kuwait                | 6    | 5      | 2     | 13     |
| 18     | Filippinerna          | 4    | 6      | 9     | 19     |
| 19     | Vietnam               | 3    | 13     | 7     | 23     |
| 20     | Förenade arabemiraten | 3    | 4      | 3     | 10     |
| 21     | Mongoliet             | 2    | 5      | 8     | 15     |
| 22     | Indonesien            | 2    | 3      | 15    | 20     |
| 23     | Syrien                | 2    | 1      | 3     | 6      |
| 24     | Tadzjikistan          | 2    | 0      | 2     | 4      |
| 25     | Jordanien             | 1    | 3      | 4     | 8      |
| 26     | Libanon               | 1    | 0      | 2     | 3      |
| 27     | Myanmar               | 0    | 4      | 7     | 11     |
| 28     | Kirgizistan           | 0    | 2      | 6     | 8      |
| 29     | Irak                  | 0    | 2      | 1     | 3      |
| 30     | Macao                 | 0    | 1      | 6     | 7      |
| 31     | Pakistan              | 0    | 1      | 3     | 4      |
| 32     | Sri Lanka             | 0    | 1      | 2     | 3      |
| 33     | Laos                  | 0    | 1      | 0     | 1      |
| 33     | Turkmenistan          | 0    | 1      | 0     | 1      |
| 35     | Nepal                 | 0    | 0      | 3     | 3      |
| 36     | Afghanistan           | 0    | 0      | 1     | 1      |
| 36     | Bangladesh            | 0    | 0      | 1     | 1      |
| 36     | Jemen                 | 0    | 0      | 1     | 1      |
| Totalt | Totalt                | 429  | 422    | 542   | 1393   |

## Deltagande nationer

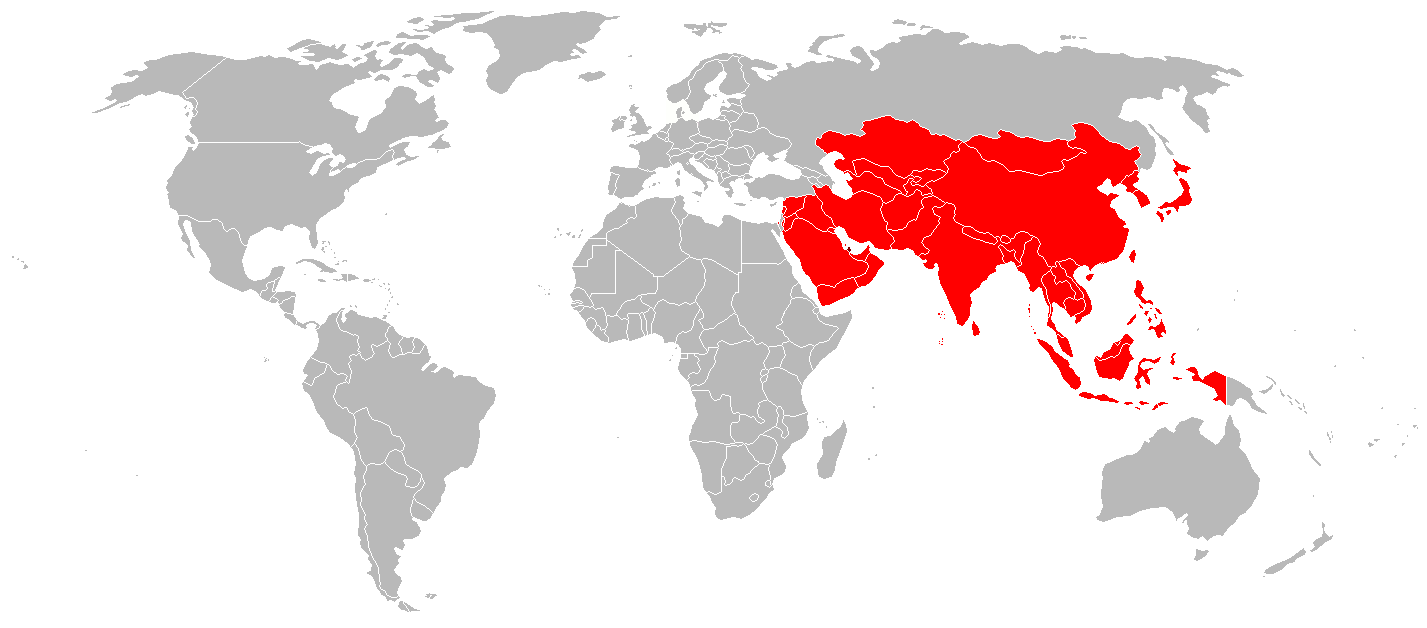
Nationer som tog deltog.

För första gången i asiatiska spelens historia deltog samtliga 45 medlemsländer i Asiens olympiska råd.
| - Afghanistan - Bahrain - Bangladesh - Bhutan - Brunei - Filippinerna - Förenade arabemiraten - Hongkong - Indien - Indonesien - Irak - Iran - Japan - Jemen - Jordanien | - Kambodja - Kazakstan - Kina - Qatar - Kirgizistan - Kuwait - Laos - Libanon - Macao - Malaysia - Maldiverna - Mongoliet - Myanmar - Nepal - Nordkorea | - Oman - Pakistan - Palestina - Saudiarabien - Singapore - Sri Lanka - Sydkorea - Syrien - Tadzjikistan - Taiwan - Thailand - Östtimor - Turkmenistan - Uzbekistan - Vietnam |

## Problem och kontroverser
Under tävlingarna i fälttävlan blev den 47-årige sydkoreanen Kim Hyung-chil dödad när hans häst Bundaberg Black slog i ett hinder, Kim kastades av och hästen landade över honom.
Bodybuilding var med som sport för andra och sista gången i de asiatiska spelen och Saad Faeaz från Irak blev den förste idrottaren i asiatiska spelens historia att bli diskvalificerad för doping utan att testas. Han åkte fast i tullen på flygplatsen med 134 ampuller nandrolon. Trots detta tilläts han tävla fyra dagar senare och han slutade på en sjundeplats innan han senare blev diskvalificerad.
Den indiska medeldistanslöperskan Santhi Soundarajan blev fråntagen sitt silver på 800 meter efter ett könstest.
Med ett rekordantal på 39 sporter visade det sig att uppemot 13 000 idrottare, ledare och funktionärer planerat delta. Detta skapade problem då byn som byggts för dem enbart var dimensionerad för 10 500 personer. Ytterligare 1 560 sängplatser lades till i byn och tre kryssningsfartyg anlitades för att tillhandahålla ytterligare 2 500 sängplatser.